# Affaire Vincenzo Vecchi
Le texte peut changer fréquemment, n’est peut-être pas à jour et peut manquer de recul. 
Le titre et la description de l'acte concerné reposent sur la qualification juridique retenue lors de la rédaction de l'article et peuvent évoluer en même temps que celle-ci.
L'affaire Vincenzo Vecchi débute le 8 août 2019 lorsque ce ressortissant italien est arrêté à Saint-Gravé, dans le Morbihan, en exécution de deux mandats d’arrêt européens émis en 2016 par l'Italie, . Il est accusé du délit de « dévastation et pillage » lors des manifestations altermondialistes à Gênes en 2001 et à Milan en 2006 et encourt plus de douze ans d'emprisonnement. Pendant plus de trois ans, cette affaire connaît de multiples épisodes judiciaires, impliquant différentes juridictions françaises, et suscite diverses controverses.

## Le protagoniste
Vincenzo Vecchi est né en 1973 à Calcinate en Lombardie. Dans les années 1990, il travaille comme jardinier à Mornico al Serio avant de déménager à Milan où il milite dans des groupes altermondialistes et écologistes. Il vit depuis le début des années 2010 dans le Morbihan où il travaille comme charpentier et s’investit dans la vie associative locale.

## Contexte

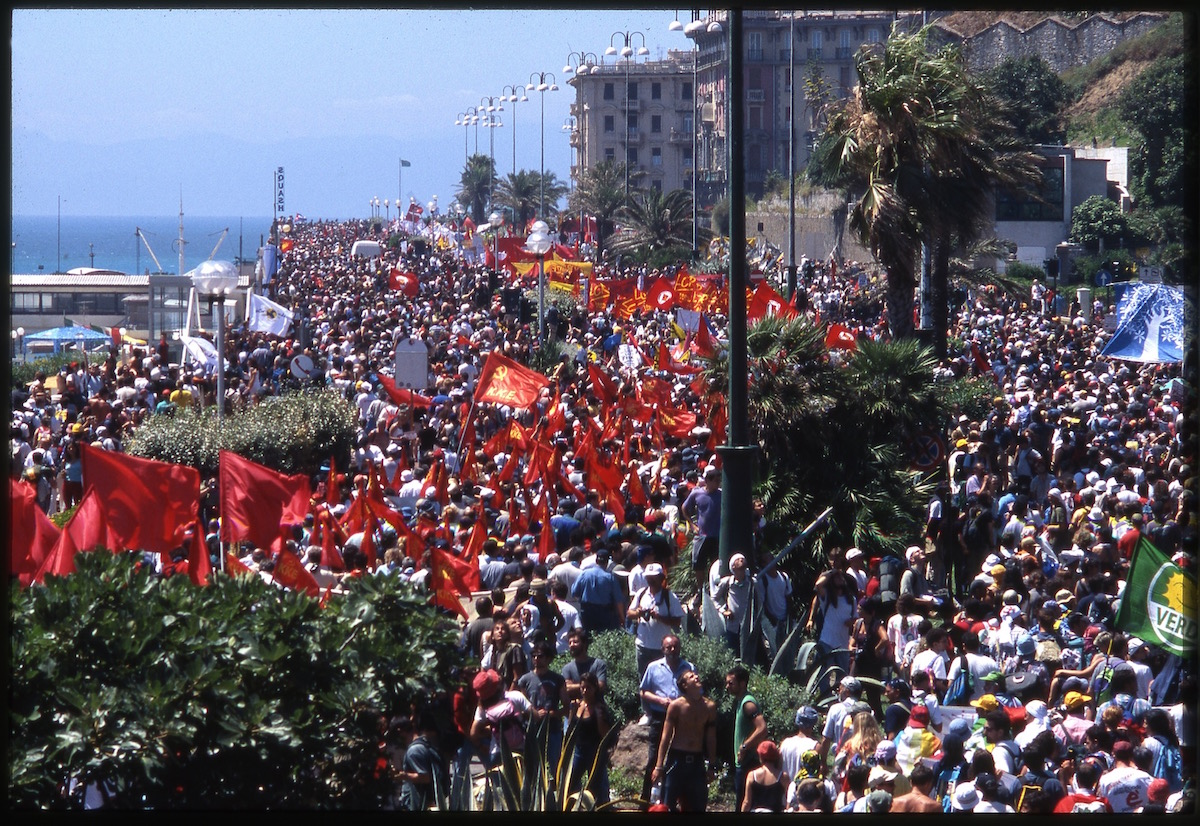
Émeutes anti-G8 de Gênes de 2001.

Le vingt-septième sommet du G8 à Gênes en juillet 2001 est marqué par des manifestations altermondialistes auxquelles prennent part quelque trois cent mille personnes venues de toute l'Europe. Ces manifestations donnent lieu à des affrontements entre la police et les manifestants et la répression y est brutale, faisant des centaines de blessés et entraînant la mort de Carlo Giulani,. 
La violente répression policière, assortie d’actes de torture, a été condamnée par la Cour européenne des droits de l’homme. Amnesty International estime qu'il s’agit de la « plus grande violation des droits humains et démocratiques dans un pays occidental depuis la Seconde Guerre mondiale ». Ce n'est qu'en 2017 que les autorités policières reconnaîtront officiellement les exactions : « À Gênes, un nombre incalculable de personnes innocentes ont subi des violences physiques et psychologiques qui les ont marquées à vie ».
En 2002, les autorités italiennes décident de poursuivre dix manifestants, surnommés « les dix de Gênes », pour « violences, vol et dégradations par incendie ». Parmi eux, Vincenzo Vecchi, qui effectue un an de détention provisoire.
En mars 2006, le parti néo-fasciste Flamme tricolore organise un rassemblement à Milan, un mois avant les élections de 2006 et quelques jours avant le troisième anniversaire de l'assassinat d'un militant antifasciste par deux membres de l'extrême droite. Les groupes antifascistes locaux répondent par une contre-manifestation, sans avoir reçu l'autorisation formelle des autorités. Lorsque les deux manifestations se rencontrent sur le Corso Buenos Aires, de violents affrontements éclatent.
Vincenzo Vecchi est présent à ces deux manifestations de Gênes et Milan .

## Chronologie judiciaire et prises de position
En juillet 2012, la Cour suprême de cassation italienne condamne Vincenzo Vecchi par contumace à douze ans et demi d'emprisonnement pour le délit de « dévastation et pillage » lors des manifestations à Gênes en 2001 et à Milan en 2006. Il est poursuivi, en même temps que 9 autres manifestants, sur la base de photographies qui le montrent près d’une barricade, ou près d'un supermarché pillé, ou de pneus incendiés. Le délit « dévastation et pillage » permet de réprimer la seule présence à une manifestation, sans nécessairement prouver des actes de violence ou de dégradation.
En juin 2016[Pas dans la source], l'Italie émet deux mandats d'arrêt européen à son encontre. En août 2019, il est arrêté par la police française à Saint-Gravé et immédiatement incarcéré à la prison de Rennes où il reste trois mois du 8 août au 15 novembre 2019. Cette arrestation suscite diverses controverses, notamment parce que l'accusation se fonde sur un délit introduit dans le droit italien par Alfredo Rocco sous le régime fasciste de Mussolini. Les avocats et les partisans de Vincenzo Vecchi affirment que la sentence est excessive et qu'il y a un risque que l'affaire soit utilisée à des fins politiques,,.
Le 15 novembre 2019, la Cour d'appel de Rennes constate l’extinction du mandat d’arrêt européen concernant Milan et déclare irrégulière la procédure de celui concernant Gênes. En conséquence, elle ordonne la remise en liberté immédiate de Vincenzo Vecchi.
Le Parquet Général se pourvoit en cassation et obtient, le 18 novembre 2019, la cassation de l'arrêt de la cour d'appel de Rennes avec renvoi de l'affaire devant la Cour d'appel d'Angers. En mars 2020 débute le premier confinement lié à la pandémie de Covid-19 et toutes les actions judiciaires en cours sont reportées pour raisons sanitaires. Le 4 novembre 2020, la cour d'appel d'Angers refuse, elle aussi, la remise à l'Italie de Vincenzo Vecchi, estimant que le délit de « dévastation et pillage » n'a pas d'équivalent dans le droit français et constatant également la disproportion entre la peine encourue par le militant et les infractions qui lui sont reprochées, cette disproportion étant contraire aux principes du droit européen,.
Le 7 novembre 2020, le parquet général se pourvoit une nouvelle fois en cassation,. En janvier 2021, la Cour de cassation française, avant de rendre sa décision définitive, demande l'interprétation des textes européens sur la double incrimination à la Cour de justice de l'Union européenne (CJUE).
En juillet 2022, la CJUE rend son arrêt : elle soutient que les différences entre les définitions des infractions pénales dans les différents pays européens ne sont pas des raisons suffisantes et que Vincenzo Vecchi devrait donc être extradé. Dans les deux mois qui suivent, de nombreuses protestations contre cette position s'élèvent dans les milieux politiques et intellectuels qui estiment à l'instar de l'écrivain Éric Vuillard que « la coopération européenne ne doit pas l'emporter sur la Justice ». Fin septembre la Ligue des droits de l'homme exprime également sa désapprobation. Début octobre 2022, plusieurs tribunes paraissent dans de grands quotidiens en France et en Belgique dont celle publiée dans Le Monde co-signée par Annie Ernaux, prix Nobel de littérature,,,.
Le 11 octobre 2022 à Paris, se tient l'audience de la Cour de cassation qui doit déterminer si Vecchi doit être remis à l'Italie. Cette décision, soumise à délibéré et rendue le 29 novembre 2022  renvoie l'affaire à la Cour d'appel de Lyon.
Le 10 février 2023, Le Monde publie une tribune signée par une dizaine de personnalités internationales dont Noam Chomsky, Ken Loach, Annie Ernaux, Juliette Binoche, et demandant solennellement aux juges de cette Cour d'appel de ne pas livrer Vincenzo Vecchi à l'Italie et au ministère public de ne plus se pourvoir en cassation.
L'affaire Vincenzo Vecchi est rejugée le 24 février 2023 par la Cour d'appel de Lyon , qui rend son verdict le 24 mars,. À l'instar des cours d'appel de Rennes et d'Angers, celle de Lyon estime que le Mandat d'Arrêt Européen à l'encontre de Vincenzo Vecchi n'est pas applicable et refuse de l'extrader,,. Le mardi 28 mars 2023, le parquet général fait savoir qu'il ne se pourvoit pas en cassation, mettant ainsi fin à une affaire judiciaire qui aura duré trois ans et huit mois. Vincenzo Vecchi est désormais libre.